# ویتوریو د ستا
ویتوریو دسه‌تا (ایتالیایی: Vittorio De Seta؛ ۱۵ اکتبر ۱۹۲۳ – ۲۸ نوامبر ۲۰۱۱) یک کارگردان، و فیلم‌نامه‌نویس اهل ایتالیا بود. وی بین سال‌های ۱۹۵۴ تا ۲۰۱۱ میلادی فعالیت می‌کرد.

## زندگینامه
او در پالرمو، سیسیل از یک خانواده ثروتمند زاده شد و تحصیلات خود را در رم در رشته معماری پیش از شروع کارگردانی انجام داد.
د ستا ده فیلم کوتاه مستند بین سال‌های ۱۹۵۴ و ۱۹۵۹ پیش از ساختن اولین فیلم بلند خود به نام Bandits of Orgosolo تهیه کرد.
اولین مستندهای او به زندگی فقیرترین کارگران سیسیل می‌پرداخت.